# イーサ・ムスタファ
イーサ・ムスタファ（アルバニア語:Isa Mustafa、セルビア・クロアチア語:Isa Mustafa / Иса Мустафа、1951年5月15日 - ）は、コソボの政治家。2014年12月から2017年9月まで同国首相。プリシュティナ市長などを務めた。コソボ民主連盟党首を務める。

## 出自
1951年5月15日、ユーゴスラビア社会主義連邦共和国・セルビア社会主義共和国・コソボ・メトヒヤ自治州（現・コソボ共和国）の州都・プリシュティナ市のプラパシュティツァ（Prapashticë）にて、アルバニア人の両親のもとに生まれた。プリシュティナで初頭・中等教育を終え、プリシュティナ大学の経済学部を卒業、修士号および博士号を取得する。1974年から、プリシュティナ大学の研究員として働き始める。

## 政治家としての来歴
1980年代から政治に関わるようになり、1984年から1988年までプリシュティナ市長を務める。
1990年代のユーゴスラビア崩壊の時代、亡命政権の「コソボ共和国」の首相となっていたブヤル・ブコシ（Bujar Bukoshi）の内閣で経済金融大臣に就任した。この時代、スロボダン・ミロシェヴィッチ率いるセルビアはムスタファに対する逮捕状をとり、ムスタファは1999年まで、難民としてドイツをはじめスイス、アルバニア、スロベニア、クロアチアなどの外国での生活を送った。1999年にコソボ紛争が終結すると、故郷であるコソボに帰還したが、2006年にコソボ大統領・ファトミル・セイディウの高等政治顧問に就任するまで政治からは身をひいていた。
2007年12月、地方選挙にてコソボ民主党の副党首でコソボ解放軍（UÇK）の元司令官・ファトミル・リマイ（Fatmir Limaj）を下し、プリシュティナ市長の座に返り咲いた。その後2009年11月にはプリシュティナ市長に再選されている。
2010年11月7日、現職であったファトミル・セイディウを下してコソボ民主連盟の党首に選出された。2014年12月9日にコソボ首相に就任したが、2017年5月10日に議会にて不信任決議が賛成78反対34で可決され、直後にハシム・サチ大統領によって議会は解散された。

## 私生活
結婚し、2人の息子と1人の娘をもつ。